# Ортис, Клаудия
Кла́удиа Мерсе́дес О́ртис Менхи́вар (исп. Claudia Mercedes Ortiz Menjívar; род. 10 сентября 1987, Сан-Сальвадор) — сальвадорская политическая деятельница, член оппозиционной партии «Вперёд» и единственный депутат от этой партии в Законодательной ассамблее (с 1 мая 2021 года).

## Биография

### Ранние годы и образование
Клаудия Ортис родилась 10 сентября 1987 года в Сан-Сальвадоре. 
Получила образование в Колледже Святого Сердца, а также окончила Центральноамериканский университет в области бакалавра юриспруденции, получив эту степень в 2010 году. В 2017 году Ортис получила степень магистра в области политологии.

### Политическая карьера
По итогам парламентских выборов 2021 года Клаудия Ортис была избрана в Законодательную ассамблею от политической партии «Вперёд». Ортис стала единственным кандидатом от партии «Вперёд» в Законодательной ассамблее.
В октябре 2022 года Ортис выступила против законопроекта, который позволил бы жителям Сальвадора, проживающим за рубежом, голосовать на парламентских выборах 2024 года. Ортис посчитала, что это может привести к возможным фальсификациям выборов. 
В феврале 2024 года по итогам парламентских выборов Ортис была избрана в Законодательную ассамблею.

### Личная жизнь
Замужем, у супругов двое детей. Ортис владеет тремя языками: испанским, французским и английским.